# Green (film)
Green, ook bekend als Whatever en This is My Life and Boy Does it Suck is een Amerikaanse film uit 1998 van Karl T. Hirsch.
Een groep vrienden neemt een groene hallucinogene pil. Ieder analyseert onder invloed hiervan zijn of haar leven en komt tot de conclusie dat het hem vooral teleurstellingen heeft opgeleverd.